# Unione Sportiva Torrese 1949-1950
Questa voce raccoglie le informazioni riguardanti la Torrese nelle competizioni ufficiali della stagione 1949-1950.

## Stagione
La stagione 1949-1950 fu la 28ª stagione sportiva del Savoia, la 5ª con il nome di Torrese.
Serie C 1949-1950: 9º posto

## Divise
| Manica sinistra · Maglietta · Manica destra · Pantaloncini · Calzettoni |

## Organigramma societario
Area direttiva
- Presidente: Antonio Carotenuto

Area tecnica
- Allenatore: Renato Tofani

## Rosa
| N. |                   | Ruolo | Calciatore          |
| -- | ----------------- | ----- | ------------------- |
|    | Italia (bandiera) | P     | Di Pinto            |
|    | Italia (bandiera) | P     | Duilio Santarosa    |
|    | Italia (bandiera) | D     | Luigi Lenzi         |
|    | Italia (bandiera) | C     | Carlo Kaffenigg     |
|    | Italia (bandiera) | C     | Giulio Negri        |
|    | Italia (bandiera) | C     | Antonio Resmini     |
|    | Italia (bandiera) | A     | Michele Castaldo    |
|    | Italia (bandiera) | A     | Giulio Castelli     |
|    | Italia (bandiera) | A     | Giovanni Castagnola |

| N. |                   | Ruolo | Calciatore         |
| -- | ----------------- | ----- | ------------------ |
|    | Italia (bandiera) | A     | Guido Klein        |
|    | Italia (bandiera) | A     | Secondo Rossi      |
|    | Italia (bandiera) | A     | Armando Salvatore  |
|    | Italia (bandiera) |       | Andrea Calafati    |
|    | Italia (bandiera) | A     | Eugenio Calleri    |
|    | Italia (bandiera) |       | Salvatore Capitale |
|    | Italia (bandiera) |       | Loriano            |
|    | Italia (bandiera) | C     | Claudio Matteini   |
|    | Italia (bandiera) |       | Morrone            |

## Calciomercato
| Acquisti | Acquisti         | Acquisti    | Acquisti |
| R.       | Nome             | da          | Modalità |
| -------- | ---------------- | ----------- | -------- |
| C        | Claudio Matteini | Ternana     |          |
| C        | Antonio Resmini  |             |          |
| C        | Secondo Rossi    | Salernitana |          |
| A        | Guido Klein      | Stoccarda   |          |
|          | Morrone          |             |          |

| Cessioni | Cessioni         | Cessioni | Cessioni |
| R.       | Nome             | a        | Modalità |
| -------- | ---------------- | -------- | -------- |
| A        | Michele Castaldo |          |          |

## Risultati

### Serie C

#### Girone di andata
| Caserta 25 settembre 1949 1ª giornata | Torrese | 1 – 2 Campo neutro | Lecce | \| Arbitro: \| Forti \| |
| Arbitro:                              | Forti   |                    |       |                         |

| Castellammare di Stabia 2 ottobre 1949 2ª giornata | Stabia   | 2 – 0 | Torrese | \| Arbitro: \| Crivelli \| |
| Arbitro:                                           | Crivelli |       |         |                            |

| Potenza 9 ottobre 1949 3ª giornata | Torrese   | 1 – 2 Campo neutro | Arsenale Messina | \| Arbitro: \| Matteucci \| |
| Arbitro:                           | Matteucci |                    |                  |                             |

| Marsala 16 ottobre 1949 4ª giornata | Marsala    | 1 – 1 | Torrese | \| Arbitro: \| Sampognaro \| |
| Arbitro:                            | Sampognaro |       |         |                              |

| Caserta 23 ottobre 1949 5ª giornata | Torrese          | 1 – 2 Campo neutro | Reggina | \| Arbitro: \| Cartei (Firenze) \| |
| Arbitro:                            | Cartei (Firenze) |                    |         |                                    |

| Acireale 30 ottobre 1949 6ª giornata | Acireale | 3 – 1 | Torrese | \| Arbitro: \| Caputi \| |
| Arbitro:                             | Caputi   |       |         |                          |

| Caserta 6 novembre 1949 7ª giornata | Torrese         | 3 – 3 Campo neutro | Crotone | \| Arbitro: \| Sandri (Ancona) \| |
| Arbitro:                            | Sandri (Ancona) |                    |         |                                   |

| Messina 13 novembre 1949 8ª giornata | Messina        | 2 – 1 | Torrese | \| Arbitro: \| Scalise (Roma) \| |
| Arbitro:                             | Scalise (Roma) |       |         |                                  |

| Torre Annunziata 20 novembre 1949 9ª giornata | Torrese         | 3 – 2 | Foggia | Campo Formisano\| Arbitro: \| Riolo (Palermo) \| |
| Arbitro:                                      | Riolo (Palermo) |       |        |                                                  |

| Barcellona Pozzo di Gotto 27 novembre 1949 10ª giornata | Igea Virtus | 0 – 3 | Torrese | \| Arbitro: \| Sampognaro \| |
| Arbitro:                                                | Sampognaro  |       |         |                              |

| Torre Annunziata 4 dicembre 1949 11ª giornata | Torrese          | 2 – 1 | Catanzaro | Campo Formisano\| Arbitro: \| Siddi (Cagliari) \| |
| Arbitro:                                      | Siddi (Cagliari) |       |           |                                                   |

| Torre Annunziata 11 dicembre 1949 12ª giornata | Torrese             | 5 – 3 | Benevento | Campo Formisano\| Arbitro: \| Gentile (Catanzaro) \| |
| Arbitro:                                       | Gentile (Catanzaro) |       |           |                                                      |

| Pomigliano d'Arco 18 dicembre 1949 13ª giornata | Juve Alfa Pomigliano | 1 – 1 | Torrese | \| Arbitro: \| Cartei (Firenze) \| |
| Arbitro:                                        | Cartei (Firenze)     |       |         |                                    |

| Cosenza 25 dicembre 1949 14ª giornata | Cosenza         | 5 – 0 | Torrese | \| Arbitro: \| Sandri (Ancona) \| |
| Arbitro:                              | Sandri (Ancona) |       |         |                                   |

| Torre Annunziata 1º gennaio 1950 15ª giornata | Torrese              | 1 – 0 | Nocerina | Campo Formisano\| Arbitro: \| Bernasconi (Firenze) \| |
| Arbitro:                                      | Bernasconi (Firenze) |       |          |                                                       |

| Brindisi 8 gennaio 1950 16ª giornata | Brindisi    | 3 – 2 | Torrese | \| Arbitro: \| Toni (Roma) \| |
| Arbitro:                             | Toni (Roma) |       |         |                               |

| Trapani 15 gennaio 1950 17ª giornata | Drepanum            | 0 – 2 A tavolino, 1-1 sul campo | Torrese | \| Arbitro: \| Gentile (Catanzaro) \| |
| Arbitro:                             | Gentile (Catanzaro) |                                 |         |                                       |

#### Girone di ritorno
| Lecce 29 gennaio 1950 18ª giornata | Lecce             | 1 – 0 | Torrese | \| Arbitro: \| Caputi (Molfetta) \| |
| Arbitro:                           | Caputi (Molfetta) |       |         |                                     |

| Torre Annunziata 5 febbraio 1950 19ª giornata | Torrese  | 0 – 0 | Stabia | Campo Formisano\| Arbitro: \| Maurelli \| |
| Arbitro:                                      | Maurelli |       |        |                                           |

| Messina 12 febbraio 1950 20ª giornata | Arsenale Messina | 2 – 3 | Torrese | \| Arbitro: \| Toni (Roma) \| |
| Arbitro:                              | Toni (Roma)      |       |         |                               |

| Torre Annunziata 19 febbraio 1950 21ª giornata | Torrese        | 4 – 1 | Marsala | Campo Formisano\| Arbitro: \| De Toma (Bari) \| |
| Arbitro:                                       | De Toma (Bari) |       |         |                                                 |

| Reggio Calabria 26 febbraio 1950 22ª giornata | Reggina          | 3 – 0 | Torrese | \| Arbitro: \| Matteucci (Roma) \| |
| Arbitro:                                      | Matteucci (Roma) |       |         |                                    |

| Torre Annunziata 12 marzo 1950 23ª giornata | Torrese              | 3 – 1 | Acireale | Campo Formisano\| Arbitro: \| Menichelli (Livorno) \| |
| Arbitro:                                    | Menichelli (Livorno) |       |          |                                                       |

| Crotone 19 marzo 1950 24ª giornata | Crotone     | 2 – 1 | Torrese | \| Arbitro: \| Toni (Roma) \| |
| Arbitro:                           | Toni (Roma) |       |         |                               |

| Torre Annunziata 26 marzo 1950 25ª giornata | Torrese          | 1 – 1 | Messina | Campo Formisano\| Arbitro: \| Carlei (Firenze) \| |
| Arbitro:                                    | Carlei (Firenze) |       |         |                                                   |

| Foggia 2 aprile 1950 26ª giornata | Foggia           | 3 – 0 | Torrese | \| Arbitro: \| Siddi (Cagliari) \| |
| Arbitro:                          | Siddi (Cagliari) |       |         |                                    |

| Torre Annunziata 9 aprile 1950 27ª giornata | Torrese         | 2 – 0 | Igea Virtus | Campo Formisano\| Arbitro: \| Marangio (Roma) \| |
| Arbitro:                                    | Marangio (Roma) |       |             |                                                  |

| Catanzaro 16 aprile 1950 28ª giornata | Catanzaro      | 4 – 0 | Torrese | \| Arbitro: \| Scalisi (Roma) \| |
| Arbitro:                              | Scalisi (Roma) |       |         |                                  |

| Benevento 23 aprile 1950 29ª giornata | Benevento       | 2 – 0 | Torrese | \| Arbitro: \| Riolo (Palermo) \| |
| Arbitro:                              | Riolo (Palermo) |       |         |                                   |

| Torre Annunziata 30 aprile 1950 30ª giornata | Torrese             | 5 – 0 | Juve Alfa Pomigliano | Campo Formisano\| Arbitro: \| Lo Cascio (Palermo) \| |
| Arbitro:                                     | Lo Cascio (Palermo) |       |                      |                                                      |

| Torre Annunziata 7 maggio 1950 31ª giornata | Torrese              | 0 – 2 A tavolino, 2-3 sul campo | Cosenza | Campo Formisano\| Arbitro: \| Occhinegro (Taranto) \| |
| Arbitro:                                    | Occhinegro (Taranto) |                                 |         |                                                       |

| Bagnoli 14 maggio 1950 32ª giornata | Nocerina          | 2 – 2 | Torrese | \| Arbitro: \| Vannini (Bologna) \| |
| Arbitro:                            | Vannini (Bologna) |       |         |                                     |

| Napoli 21 maggio 1950 33ª giornata | Torrese           | 2 – 0 Campo neutro | Brindisi | \| Arbitro: \| Bandi (Pontedera) \| |
| Arbitro:                           | Bandi (Pontedera) |                    |          |                                     |

| Torre Annunziata 28 maggio 1950 34ª giornata | Torrese               | 5 – 2 | Drepanum | Campo Formisano\| Arbitro: \| Di Giovanni (Pescara) \| |
| Arbitro:                                     | Di Giovanni (Pescara) |       |          |                                                        |